# Європейський Геркулес
Європейський Геркулес - щорічне змагання серед стронгменів, яке включає участь з усіх куточків світу. Перше змагання пройшло у 1990 році, перший переможецо - Ріку Кірі. У 1997 році пройшов останній спортивний захід, останнім чемпіоном став ісландський стронгмен Маґнус Вер Маґнуссон. Змагання проводилося щорічно на теренах Фінляндії.

## Таблиця проведення змагання
| Year | Переможець           | 2-е місце                         | 3-є місце       |
| ---- | -------------------- | --------------------------------- | --------------- |
| 1990 | Ріку Кірі            | Ісмо Аман                         |                 |
| 1991 | Ріку Кірі            | Йон Палл Сіґмарссон / Джеймі Рівз |                 |
| 1992 | Ріку Кірі            | Маґнус Вер Маґнуссон              |                 |
| 1993 | Ріку Кірі            |                                   | Манфред Гоеберл |
| 1994 | Альберт Ґудмундссон  | Манфред Гоеберл                   | Марко Варалагті |
| 1995 | Юко Агола            | Матті Уппа                        | Міка Палсі      |
| 1996 | Юко Агола            | Ганну Осала                       | Джеймі Рівз     |
| 1997 | Маґнус Вер Маґнуссон | Юко Агола                         | Беренд Венеберґ |